# Müritz
Müritz er en sø  i den sydlige del af Mecklenburg-Vorpommern  i området Mecklenburgische Seenplatte i  det nordlige Tyskland. Den har et areal på 117 km² og er dermed den næststørste sø i Tyskland (efter Bodensøen). Søen blev dannet  under den sidste istid og er på det dybeste sted 31 meter dyb. Søen gennemløbes af floden Elde. Dele af Müritz og de nærliggande skove og moser er en del af Müritz-Nationalpark. Landkreis Müritz er opkaldt efter søen hvis navn kommer fra det  slaviske ord morcze, som betyder «lille hav».
Den største by ved søen er  Waren.